# Велике Біле Братство

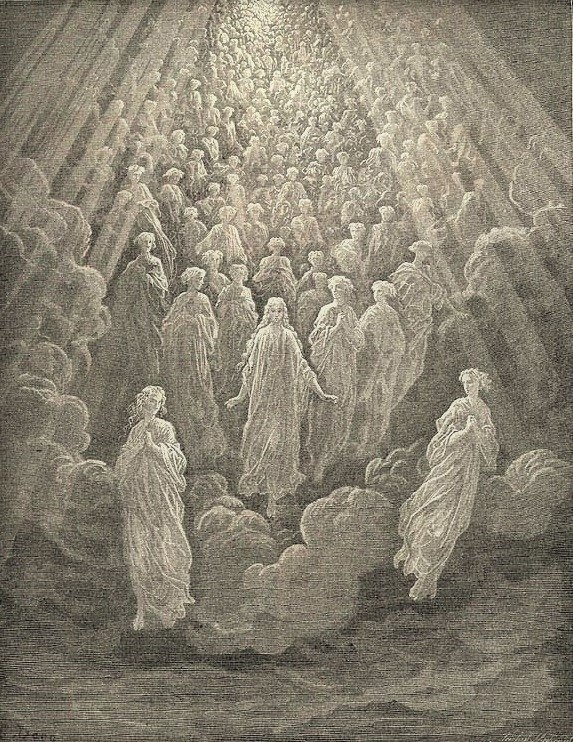
ілюстрація Гюстава Доре

Велике Біле Братство – термін, що використовується в декількох Новітніх релігійних рухах (Теософія, Агні-йога, Вчення Вознесених Владик та інші) для позначення спільноти осіб, що завершили земний етап розвитку (або близькі до цього) і нині з вищих планів буття підтримують духовний розвиток людства. З філософської точки зору Велике Біле Братство являє собою надсвідомість, тобто наступний після людського ступінь розвитку свідомості. Різні релігійні вчення називають представників Великого Білого Братства Махатмами, Владиками, Майстрами, Адептами, Архатами.

Популяризація терміну на Заході відбулася через діяльність О.П. Блаватської. В подальшому вагомий внесок в розвиток концепції здійснили А. Бейлі, П. Динов, подружжя Реріхів, Г. Баллард, подружжя Профетів та інші. На початку 1990-х, скориставшись назвою що вже існувала, Ю. Кривоногов та М. Цвігун через свою діяльність певною мірою дискредитували термін «біле братство».

## Історія
Ідея про таємну організацію просвітлених містиків, що керує духовним розвитком людства, вперше  на Заході зустрічається в кінці XVIII ст. в книзі Карла фон Еккартсгаузена (1752-1803) «Хмара над святилищем». Еккартсгаузен назвав цю спільноту містиків, що залишаються активними і після завершення земного життя, «Радою світла». Запропонована Еккартсгаузеном ідея, про спілкування наявних містиків і тих з них хто вже залишив цей світ, частково спиралася на таке християнське поняття як «причастя святих», частково на поширені європейські уявлення про таємні спільноти просвітлених особистостей.

### Теософія
В другій половині XIX ст. через діяльність О.П. Блаватської термін «Велике Біле Братство» отримав широке поширення. Вона стверджувала, що основні її труди (Таємна Доктрина, Викрита Ізіда та ін..) були їй телепатично передані через втілених на той час представників Братства, Махатм Моріа та Кут Хумі.

Одним з фундаментальних принципів викладених в доктрині теософії є складний характер еволюції людства, що відбувається як на фізичному, так і на різних рівнях духовного плану Всесвіту. Ця еволюція узгоджується з загальних напрямком еволюції Всесвіту і завдання по її підтримці покладене на високодуховних особистостей, названих у Вченні «Майстрами стародавньої мудрості». Вони є ієрархічно найближчою до людства ланкою, за якою стоять ще вищі ступені з більш духовно розвинутими істотами.

### П. Динов
Болгарський філософ Петар Динов назвав свою організацію (1864—1944) «Всесвітнім Білим Братством». Коли в 1922 р. Болгарська Православна Церква оголосила його єретиком, він захищав Братство наступними словами:
|  | Нехай Православна Церква вирішить це питання. Чи Христос воскрес, чи прийнята любов у Православній Церкві? У світі є одна церква. Але Всесвітнє Біле Братство знаходиться поза церквою. Воно вище ніж церква. Але Царство Небесне навіть вище від Всесвітнього Білого Братства. Отже, Церква – це перший крок, Всесвітнє Біле Братство – це другий крок, а Царство Небесне – це третій крок - найбільший який має проявитися. |

### Агні-йога (Жива Етика)
М. Реріх та його дружина О. Реріх в період з 1920 по 1940 рр. видали серію книг в яких, між іншим, описується діяльність Білого Братства та Духовної Ієрархії. Л.В. Шапошникова в передмові до книги «Обитель світла» пише про роль Великого Білого Братства у світогляді М. Реріха наступне:
|  | Великі Вчителі, що приносили людству знання в тій чи іншій формі та сприяли осознанню прийдешніх змін, що викликані процесами космічної еволюції, пройшли через всю історію людства. Вони були тими, в кому персоніфікувались космічні сили, що рухають еволюцію на всіх її рівнях. Без них подібний рух не відбувся б. Великі Вчителі були духовними наставниками, релігійними реформаторами, відкривачами нових знань. Імена багатьох з них нам добре відомі. Будда і Христос, Зороастр і Нагарджуна, Крішна і Гермес та багато інших. У кожного з них була своя ступень на ієрархічних сходах одухотвореного Космосу. Є там своє високе місце й у вчителя Реріхів. Ці умовні сходи нескінченні і йдуть вгору в безмежність. На ній і Ученики і Вчителі Вчителів. |

### Вчення Вознесених Владик
У XX – XXI ст. термін «Велике Біле Братство» був значно розвинений і популяризований через представників Вчення Вознесених Владик. Подружжя Баллардів, Д. Іннесент, подружжя Профетів діяли здебільшого на території США. Їх активна діяльність охопила загалом період з 1930 по 1990 рр. Тетяна Мікушина – на території Росії. Період діяльності  - з 2005 і дотепер.

Якщо попередні групи надавали положенню про Велике Біле Братство важливого значення то у Вченні взаємодія з Вознесеними Владиками стає головним фокусом діяльності. Значно розширений перелік відомих представників Братства і деталізовано їх діяльність. Основу Вчення складають послання від імені Владик:
|  | Ви звикли відчувати любов до ваших батьків, до чоловіків і жінок, до дітей. Це все є різними проявами однієї та тієї ж Божественної Любові. Але це лише невеликі прояви, вузькі прояви. Я говорю вам про більшу Любов. Про Любов, яка не розділяє чоловіків, жінок, дітей, тварин і навіть неживу природу. Я говорю про Любов, яка простягається необмежено та вміщає в себе все Творіння, усе, що вас оточує. Вознесені Владики, які керують еволюціями планети Земля, усі в тому чи іншому ступені мають цю якість Любові. Повірте мені, ми просто не могли б витримати ті мільйони років, що ми займаємося з людством планети Земля, якби не відчували до вас величезної всеохоплюючої Любові. Любові до вас не тому, що ви такі гарні, Любові до вас тому, що ви складаєте частину Бога. В кожному з вас є непроявлена частка Бога, і завданням кожного з вас є проявити Бога, дати можливість Богу діяти через вас. |

## Аналогічні концепції в традиційних релігіях

### В Буддизмі
В Буддизмі згадуються Вчителі Людства у зв’язку з країною Шамбалою. Шамбала фігурує в священних буддистських текстах «Калачакра-тантри», в яких містяться пророцтва про майбутні події на землі, а «царі Шамбали» описуються як праотці і вчителя людства, що передають йому свої вчення з яких люди створюють собі релігії. Цими вчителями є будди та бодхісатви, що мешкають в столиці Шамбали, Калапі.

### В Християнстві
На думку президента Міжнародної Асоціації «Мир через культуру», професора Літературного інституту ім. Горького В.М. Сидорова:
|  | Під Білим Братством маються на увазі особи, що значно випередили у своєму духовному і психічному розвитку людство. Це люди космічної свідомості, які, так би мовити, утворюють єдину громаду на планеті Землі. Біле Братство – це космічна кілка людства. Але її невіддільна гілка. синонімом Білого Братства в християнському езотеризмі виступає поняття «непадше людство». |

## Зв'язок концепції з філософією
Концепція Великого Білого Братства тісно пов’язана з поняттям духовної еволюції, а в більш широкому плані з поняттям про еманацію духа в матерію і подальше вольове подолання відділеності від свого Витоку і повернення до Нього. Ці поняття простежуються в філософії ще з часів античності та набувають чітких обрисів в неоплатонізмі. Згідно з ним Дух матеріалізуючись в Всесвіті, природним чином втрачає властивості Блага і кожен більш низький рівень матеріалізації характеризується меншою досконалістю. Цим пояснюється наявність зла у Всесвіті – як відсутність вищого Блага. Прагнучи повернутися до єдиного первопочатку, душа проходить ступені вдосконалення, піднімаючись на вищі рівні буття. Надалі поняття про духовну еволюцію зустрічається у мислителів як середньовіччя (Ориген, Августин Блаженний, Майстер Екгарт), так і епохи відродження (Микола Кузанський, Парацельс, Т. Кампанелла, Джордано Бруно), слугуючи таким чином основою для появи концепції про спільноту індивідуумів, що пройшли земний етап духовного розвитку і нині перебувають на вищих планах буття.

Концепції Братства і духовної еволюції були досить широко популяризовані в кінці XIX на початку XX століття і їх вплив простежується в такому напрямку філософської думки як російський космізм, яскравими представниками якого серед філософів стали В. Соловйов, М. Реріх, П. Флоренський, а ближче до середини XX ст. – О.Ф. Лосєв. Так один з представників космізму В.І. Вернадський вважав, що людина не є досконалим творінням і крім неї існують більш розвинуті істоти:

|  | Homo Sapiens не є завершенням творіння, він не є власником досконалого розумового апарату. Він слугує проміжною ланкою в довгої низки істот, які мають минуле і, без сумніву, будуть мати майбутнє. |

## Місце перебування представників Братства
О. Реріх вважала, що Біле Братство має свою Оселю Світла або Шамбалу Небесну в Тонкому світі, але також, як її відображення Шамбалу Земну в неприступній Трансгімалайській Твердині.

За словами теософа П. Ерваста: «Біле Братство включає всіх невидимих і видимих Майстрів та тих хто присвятив себе служінню як адепти. Серце видимого Братства знаходиться в Гімалайських горах, але окремі адепти живуть тут і там по всьому світі.

## Концепція Братства в літературі
- Ф. Олівер «Громадянин двух планет[en]» — описується декілька втілень головного героя на ім'я Філос, що охоплюють період від Атлантиди до Сполучених Штатів XIX століття. Наближаючись до свого вознесіння він все частіше стикається зі співтовариством тих, хто названі в книзі як «Сини усамітнення».[27]
- Д. Брінклі «Врятований світлом[en]» — серія автобіографічних книг, в яких автор розповідає про пережитий досвід клінічної смерті, під час якого він потрапив до іншого виміру, де мав спілкування з тринадцятьма Істотами Світла, що наглядають за еволюцією планети Земля.[28]
- К. Антарова «Два життя» — роман, в якому в художній формі зображені властиві теософії категорії, серед яких і поняття про «владик мудрості» (Велике біле братство).[29]